# 科尔巴里约
科尔巴里约（法語：Corbarieu，法語發音：[kɔʁbaʁjø]）是法国奧克西塔尼大區塔恩-加龙省的一个市镇，属于蒙托邦区。

## 地理
科尔巴里约（43°56'39"N, 1°22'6"E）面积13.03 平方千米，位于法国奧克西塔尼大區塔恩-加龙省，该省份为法国西南部内陆省份，北起顺时针与洛特省、阿韦龙省、塔恩省、上加龙省、热尔省和洛特-加龙省接壤。
与科尔巴里约接壤的市镇（或旧市镇、城区）包括：圣皮埃尔堡、蒙托邦、奥尔格伊、雷涅斯、圣诺法里。

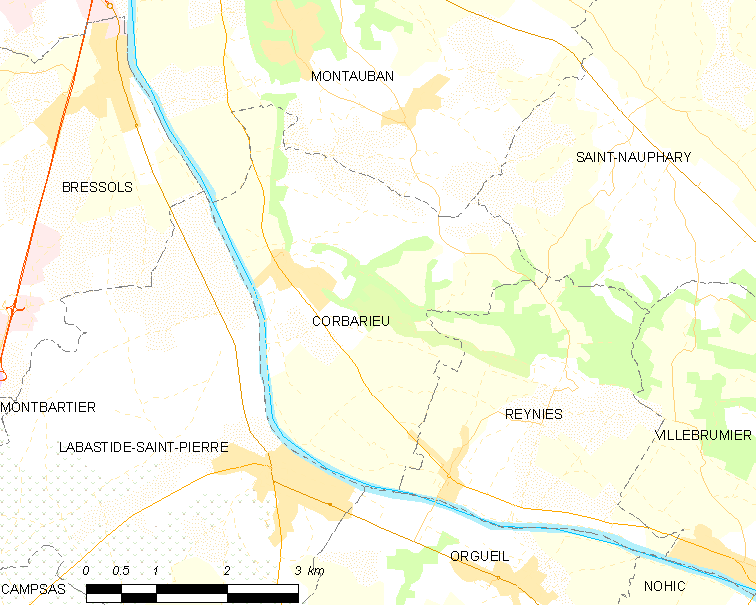
科尔巴里约的OSM定位图

科尔巴里约的时区为UTC+01:00、UTC+02:00（夏令时）。

## 行政
科尔巴里约的邮政编码为82370，INSEE市镇编码为82044。

## 政治
科尔巴里约所属的省级选区为塔恩-泰斯库-绿色凯尔西县。

## 人口

1962-2008年间科尔巴里约人口变化图示

科尔巴里约于2022年1月1日时的人口数量为1707人。